# Barningham (Durham)
Barningham – wieś w Anglii, w hrabstwie Durham. Leży 38 km na południowy zachód od miasta Durham i 351 km na północ od Londynu.